# Viggo Wiehe
Viggo Wiehe (Copenaghen, 23 dicembre 1874 – Copenaghen, 30 novembre 1956) è stato un attore danese.

## Biografia
Nato nella capitale danese, è figlio dell'attore e cantante lirico Johan Henrik Wiehe e di Fanny Wiehe, nata Petersen.[2] Ha iniziato la sua carriera come attore teatrale, e ha studiato al Teatro reale danese. Ha fatto il suo debutto sul palcoscenico al Folketeatret, recitando in una produzione di Herman Bang del 1899. Nel corso dei decenni successivi ha lavorato in vari teatri fra Odense e la capitale. Ha iniziato a recitare in film nel 1912.

## Filmografia

### Cinema
- Kansleren kaldet "Den sorte Panter", regia anonima - cortometraggio (1912)
- Trofast Kærlighed, regia di Einar Zangenberg - cortometraggio (1912)
- Dr. Nicholson og den blaa Diamant, regia anonima (1913)
- Under Møllevingen, regia anonima (1913)
- Statens Kurér, regia di Einar Zangenberg - cortometraggio (1915)
- Den dræbende Gift, regia anonima (1915)
- Zirli, regia anonima (1915)
- Den farlige Haand, regia anonima (1915)
- Det røde alfabet, regia di Holger Rasmussen (1916)
- Mørkets Fyrste, regia anonima (1916)
- Hvem er hun?, regia di Emanuel Gregers (1916)
- Slægternes Kamp, regia di Ernst Dittmer (1918)
- Pagine dal libro di Satana (Blade af Satans bog), regia di Carl Theodor Dreyer (1920)
- Præsten i Vejlby, regia di August Blom (1922)
- Jafet, der søger sig en Fader I-IV, regia di Emanuel Gregers (1922)
- C'era una volta (Der var engang), regia di Carl Theodor Dreyer (1922)
- Frie fugle, regia di Emanuel Gregers (1922)
- Daarskab, dyd og driverter, regia di Lau Lauritzen Sr. (1923)
- Kan Kvinder fejle?, regia di A. W. Sandberg (1924)
- Det store hjerte, regia di August Blom (1925)
- Stamherren, regia di Emanuel Gregers (1925)
- Ebberöds bank, regia di Sigurd Wallén (1926)
- Vester Vov-Vov, regia di Lau Lauritzen Sr. (1927)
- Han, hun og Hamlet, regia di Lau Lauritzen Sr. (1932)
- Kongen bød, regia di Svend Methling (1938)
- Under byens tage, regia di Johan Jacobsen (1938)
- Sommerglæder, regia di Svend Methling (1940)
- Thummelumsen, regia di Emanuel Gregers (1941)
- Naar bønder elsker, regia di Arne Weel (1942)
- Far betaler, regia di Johan Jacobsen (1946)
- Røverne fra Rold, regia di Lau Lauritzen Jr. (1947)